# Wydział Podstaw Techniki Politechniki Lubelskiej
Wydział Matematyki i Informatyki Technicznej (dawniej - Wydział Podstaw Techniki) – jeden z sześciu wydziałów Politechniki Lubelskiej. Jego siedziba znajduje się przy ul. Nadbystrzyckiej 38 w Lublinie.

## Struktura
- Katedra Inteligencji Obliczeniowej
- Katedra Informatyki Stosowanej
- Katedra Informatyki Technicznej
- Katedra Matematyki Stosowanej
- Katedra Metod i Technik Nauczania[2]

## Kierunki studiów
- Inżynieria bezpieczeństwa
- Edukacja techniczno-informatyczna
- Inżynieria i analiza danych
- Matematyka[3]

## Władze
Dziekan: dr hab. inż. Kamil Jonak, profesor uczelni

Prodziekan ds. Studenckich: dr inż. Michał Charlak

Prodziekan ds. Studenckich: dr Ewa Łazuka